# 市川熙
市川 熙（いちかわ ひろし、1947年〈昭和22年〉9月2日 - ）は、日本の政治家。元山口県光市長（4期）。元光市議会議員（4期）。

## 概要
山口県光市生まれ。山口県立光高等学校、早稲田大学法学部卒業。
1994年5月、光市議会議員選挙に出馬し、初当選を果たした。以後4期連続当選。2004年、光市の合併に伴い一旦市議を失職するが、市議選で4選を果たし、同年12月には光市議会議長に就任した。議長在任中、山口県市議会議長会会長を務める。2008年9月、光市議を辞職。光市長選挙に出馬し、山口県第1区選出の高村正彦衆議院議員の元秘書で前光市議会議員の河村龍男（民主党推薦）ら2人の対立候補を破り、初当選。
2012年、光市長選挙で河村龍男を再び破り、再選。2016年、無投票により3選。2020年、4選を果たす。

## 人物
- 自由民主党の党員である[3]。